# Mora Bryggeri

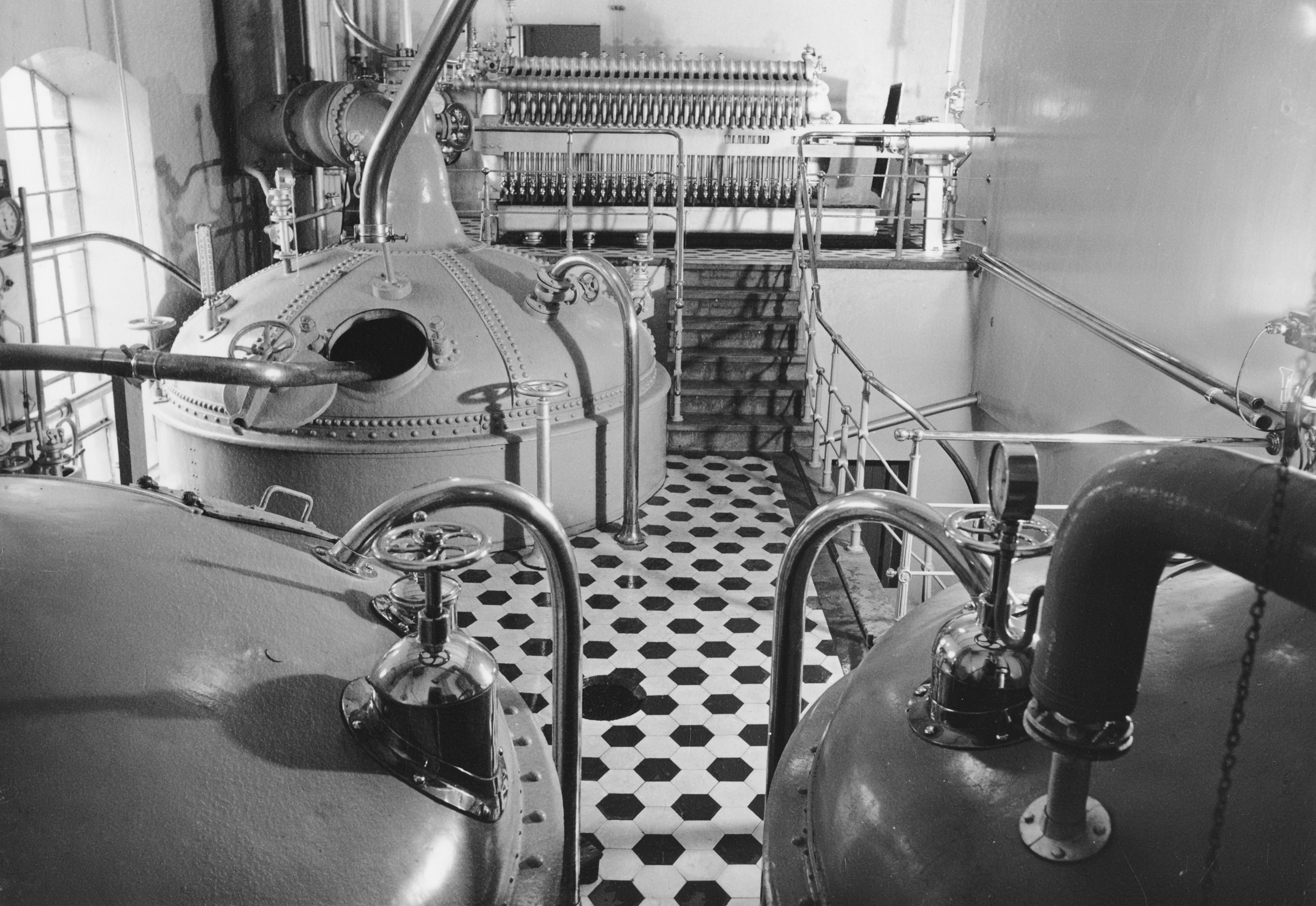
Kokhuset vid Mora bryggeri. I bakgrunden mäskfiltret.

Mora Bryggeri var ett svenskt bryggeri som grundades 1872.
Bryggeriet hade anläggningar i Mora, Malung, Rättvik och Leksand, där de två sistnämnda var inriktade på svagdricka.Företaget tillverkade även läskedrycker och kolsyrat mineralvatten. Bryggeriet köptes upp av Pripps 1951 och lades ner 1979. Bryggeriet låg vid Bryggerivägen i stadsdelen Hemus i Mora. Den tidigare lagerhallen intill bryggeriet byggdes om till Bilkompaniet Arena.
Årsskiftet 2002-03 köptes namnet Mora Bryggeri upp av Pehrsgårdens Bryggeri AB med säte i Mora. I köpet ingick rättigheterna till bland annat Mora Sockerdricka. I september 2003 bytte Pehrsgårdens Bryggeri AB namn till Mora Bryggeri AB.